# Prix Émilia-Valori pour l'application des sciences
Le prix Émilia-Valori pour l'application des sciences est un prix annuel de l'Académie des sciences. Créé en 2004, et doté de 15 000 €, il est attribué « à un chercheur ayant apporté une contribution significative dans le domaine scientifique susceptible d’avoir des applications technologiques ». Le prix est décerné alternativement dans les disciplines relevant de la division des sciences mathématiques et physiques, sciences de l’univers et leurs applications (il en est ainsi en 2018) et dans les disciplines relevant de la division des sciences chimiques, biologiques et médicales et leurs applications (il en est ainsi en 2019).

## Lauréats
- 2022 : Claude Boccara, professeur et directeur de recherche émérite à l’ESPCI Paris-PSL et membre du conseil scientifique de l'Institut Langevin (ESPCI Paris-PSL/CNRS)[2].
- 2021 : Catherine Llorens-Cortes, directrice de recherche Inserm au Centre interdisciplinaire de recherche en biologie (CIRB, Inserm/CNRS/CIRB-Collège de France)[3]
- 2020 : Claude Fermon, directeur de recherche au CEA, CNRS, Université Paris-Saclay[4].
- 2019 : Catherine Picart, professeure à Grenoble INP - Phelma et chercheuse au LMGP (UMR – CNRS, Grenoble INP)[5].
- 2018 :  Philippe Loubaton, professeur des universités au Laboratoire d'informatique Gaspard-Monge à l’université Paris-Est-Marne-la-Vallée[6].
- 2017 :  Daniel Scherman, directeur de recherche au CNRS dans l’unité de technologies chimiques et biologiques pour la santé à la faculté de pharmacie de Paris[7].
- 2016 : Marc-Étienne Brachet,  directeur de recherche au CNRS au laboratoire de physique statistique à l’École normale supérieure à Paris[8].
- 2015 : Serge Bischoff, cofondateur de la société Rhénovia Pharma Technopole à Mulhouse[9].
- 2014 : Frédéric Dias, professeur des universités à l'École normale supérieure de Cachan, Thematic professor à l'université de Dublin, Irlande[10].
- 2013 : Bertrand Seraphin, directeur de recherche au CNRS à l'Institut de Génétique et de Biologie moléculaire et cellulaire, Illkirch[11]
- 2012 : François Petrelis, chargé de recherche au CNRS au Laboratoire de Physique Statistique à l'ENS à Paris[11].
- 2011 : Philippe Froguel, praticien hospitalier, professeur à l'Université de Lille 2 et professeur à l'Imperial College de Londres[11].
- 2010 : Catherine Prigent, directrice de recherche au Centre national de la recherche scientifique, laboratoire d’étude du rayonnement et de la matière en astrophysique[11].
- 2009 : Gero Decher, professeur à l'Université de Strasbourg[12]
- 2008 : Gérard Gebel, directeur du groupe ‘’polymères conducteur ioniques’’ au Commissariat à l’énergie atomique de Grenoble[12].
- 2007 : Alain Van Dorsselaer, directeur de recherche du département des sciences analytiques à l’Institut Hubert Curien à Strasbourg[12].
- 2006 : Marie-Paule Pileni, professeur à l’université Pierre-et-Marie-Curie à Paris[12].
- 2005 : José-Alain Sahel, professeur à l’université Pierre-et-Marie-Curie, chef de clinique aux Quinze-Vingts[12].
- 2004 : Yves Maigne, directeur d’une fondation destinée à l’accès à l’énergie dans le respect de l’environnement[12].